# IC 5378/1
IC 5378/1 је елиптична галаксија у сазвијежђу Пегаз која се налази на листи објеката дубоког неба у Индекс каталогу.
Деклинација објекта је + 16° 38' 39" а ректасцензија 0h 2m 37,8s. Привидна величина (магнитуда) објекта IC 5378 износи 13,6 а фотографска магнитуда 14,6. IC 53781 је још познат и под ознакама UGC 1, MCG 3-1-15, CGCG 456-18, ARP 130, VV 263, NPM1G +16.0001, PGC 177.